# Clinotobermorita
La clinotobermorita és un mineral de la classe dels silicats, que pertany al supergrup de la tobermorita. Rep el nom per la seva relació amb la tobermorita.

## Característiques
La clinotobermorita és un silicat de fórmula química [Ca₄Si₆O17·2H₂O]·(Ca·3H₂O). La seva duresa a l'escala de Mohs és 4,5. Es tracta d'una espècie aprovada per l'Associació Mineralògica Internacional i redefinida l'any 2014, segons la nova nomenclatura del grup de la tobermorita.
Segons la classificació de Nickel-Strunz, la clinotobermorita pertany a «09.DG - Inosilicats amb 3 cadenes senzilles i múltiples periòdiques» juntament amb els següents minerals: bustamita, ferrobustamita, pectolita, serandita, wol·lastonita, wol·lastonita-1A, cascandita, plombierita, riversideïta, tobermorita, foshagita, jennita, paraumbita, umbita, sørensenita, xonotlita, hil·lebrandita, zorita, chivruaïta, haineaultita, epididimita, eudidimita, elpidita, fenaksita, litidionita, manaksita, tinaksita, tokkoïta, senkevichita, canasita, fluorcanasita, miserita, frankamenita, charoïta, yuksporita i eveslogita.

## Formació i jaciments
Va ser descoberta a la mina Fuka, situada a Bicchu-cho, a la ciutat de Takahashi (Prefectura d'Okayama, Japó). També ha estat descrita al dipòsit de Bazhenovsk (óblast de Sverdlovsk, Rússia), a la mina Wessels (Cap Septentrional, Sud-àfrica), i en algunes pedreres de la província de Vicenza (Itàlia). Aquests indrets són els únics de tot el planeta on ha estat descrita aquesta espècie mineral.